# Boarmia veriscleora
Boarmia veriscleora är en fjärilsart som beskrevs av Felix Bryk 1948. Boarmia veriscleora ingår i släktet Boarmia och familjen mätare. Inga underarter finns listade i Catalogue of Life.